# Czesław Kwieciński
Czesław Kwieciński (ur. 16 listopada 1942 w Romaszkinie, ob. Litwa) – polski zapaśnik walczący w stylu klasycznym. Pięciokrotny olimpijczyk, dwukrotny brązowy medalista olimpijski, trzykrotny medalista mistrzostw świata.

## Życiorys
Urodził się w wiosce nieopodal Kowna na dzisiejszej Litwie. W 1948 jego rodzina została wywieziona na Syberię, do Polski zostali repatriowani w 1958. Zamieszkali w Piotrkowie Trybunalskim, gdzie Kwieciński rozpoczął treningi. Był zawodnikiem piotrkowskich klubów Start i Piotrcovia. W 1963 został zawodnikiem Siły Mysłowice, w barwach tego klubu startował przez niemal 20 lat.
Jego naturalną wagą była półciężka. Na igrzyskach debiutował w Tokio w 1964. Medale zdobywał w Monachium i w Montrealu. Ponadto brał udział w IO 68 i IO 80. Zdobyty przez niego w 1972 krążek był pierwszym medalem olimpijskim polskich klasyków. Trzykrotnie zdobywał medale MŚ (srebro 1970 i 1973, brąz 1965), dziesięć razy był mistrzem Polski.
W 1972 został odznaczony Złotym Krzyżem Zasługi.
Mieszka w Gliwicach. Po zakończeniu kariery prowadził firmę transportową. Jego żona Ewa Gryziecka była znaną oszczepniczką, rekordzistką świata i olimpijką.
W 2008 został Honorowym Obywatelem Mysłowic.